# Andrej Dimitrow
Andrej Dimitrow (bg. Андрей Димитров; ur. 12 grudnia 1957) – bułgarski zapaśnik walczący w stylu klasycznym. Mistrz świata w 1983 i 1985; trzeci w 1982; piąty w 1981. Złoty medalista mistrzostw Europy w 1982 i 1983 i srebrny w 1981 roku.